# 瑪麗亞二世 (葡萄牙)
瑪麗亞二世（葡萄牙語：Maria II de Portugal；1819年4月4日—1853年11月15日），綽號為好媽媽（a Boa Mãe），葡萄牙女王，佩德罗四世的长女。

## 生平
瑪麗亞二世生於巴西王国里約熱內盧，卒於葡萄牙王國里斯本。1828年，奧地利的米格爾王子接受此安排，因應哥哥佩德羅的要求，他結束了他在奧地利的流亡生活。當掌握大權之後，他立刻和佩德羅決裂，並且拒絕接受大憲章，並按照古制，召開由教士、貴族和平民參加的三級會議，瑪麗亞讓位成為皇后
1830年，法國爆發了七月革命推翻了復辟的波旁王朝，建立了君主立憲制的七月王朝。這一消息極大的鼓舞了鬥爭中的葡萄牙自由主義派人士，也激發了遠在大洋彼岸的巴西皇帝佩德羅的鬥志。1831年，佩德羅四世將巴西王位讓與兒子佩德羅二世之後，前往英法去尋求支援，隨後又來到亞速爾群島，募集了一支軍隊。他帶領著這支軍隊殺回了葡萄牙，進駐波爾圖，以支援自由主義派一方，反對米格爾一世。米格爾的軍隊隨後便將波爾圖圍困。正在僵持不下之際，另一支來自亞速爾群島的義軍從南方的阿爾加維登陸，直逼里斯本。由於米格爾的精銳部隊全在波爾圖城下，南方基本上屬於真空地帶，因此義軍在阿爾加維的登陸作戰在專制主義陣營中引起了極大的恐慌。無奈之下米格爾只好主動撤去了波爾圖之圍，將精銳部隊調回南方守衛首都。但是這樣他便陷入了兩面作戰的窘境中。局面迅速倒向了自由主義一邊。經過幾場戰鬥之後，米格爾終於失敗了。1834年雙方簽署停戰協定。米格爾一世即時退位，再次流亡至奧地利，瑪麗亞復辟。

## 澳門成為自由港
在位期間，於1845年11月20日宣佈澳門為自由港，及於1846年派遣亞馬留就任澳門總督。1853年玛丽亚二世死于难产。

## 家庭
1834年，瑪麗亞與洛伊希滕貝格公爵奧古斯特·德·博阿爾內結婚，兩人沒有子女。
1836年，瑪麗亞與薩克森-科堡-哥達的斐迪南（即斐迪南二世）結婚，兩人共有七子四女：
- 佩德罗五世（Pedro V，1837年—1861年），1853年繼承母親成為葡萄牙國王
- 路易斯一世（Luís I，1838年—1889年），1861年繼承哥哥成為葡萄牙國王
- 瑪麗亞公主（Infanta Maria，1840年—1840年），死胎
- 若昂王子（Infante João，1842年—1861年），貝雅公爵，早逝
- 瑪麗亞·安娜（Infanta Maria Ana，1843年—1884年），薩克森王儲妃，腓特烈·奧古斯特三世的母親
- 安東妮亞（Infanta Antónia，1845年—1913年），霍亨索倫親王妃，羅馬尼亞國王斐迪南一世的母親
- 費南度（1846年—1861年），早逝
- 奧古斯都（1847年—1889年），科英布拉公爵

| 瑪麗亞二世 (葡萄牙) 布拉干萨王朝出生于：1819年4月4日逝世於：1853年11月15日 | 瑪麗亞二世 (葡萄牙) 布拉干萨王朝出生于：1819年4月4日逝世於：1853年11月15日                            | 瑪麗亞二世 (葡萄牙) 布拉干萨王朝出生于：1819年4月4日逝世於：1853年11月15日 |
| 統治者頭銜                                                                 | 統治者頭銜                                                                                            | 統治者頭銜                                                                 |
| -------------------------------------------------------------------------- | --- | -------------------------------------------------------------------------- |
| 前任： 佩德罗四世                                                          | 葡萄牙和阿尔加维女王 1826年5月2日—1828年6月23日                                                       | 繼任： 米格尔一世                                                          |
| 前任： 米格尔一世                                                          | 葡萄牙和阿尔加维女王 1834年5月26日—1853年11月15日 共治君主：費爾南多二世 1837年9月16日—1853年11月15日 | 繼任： 佩德罗五世                                                          |